# Cash cow

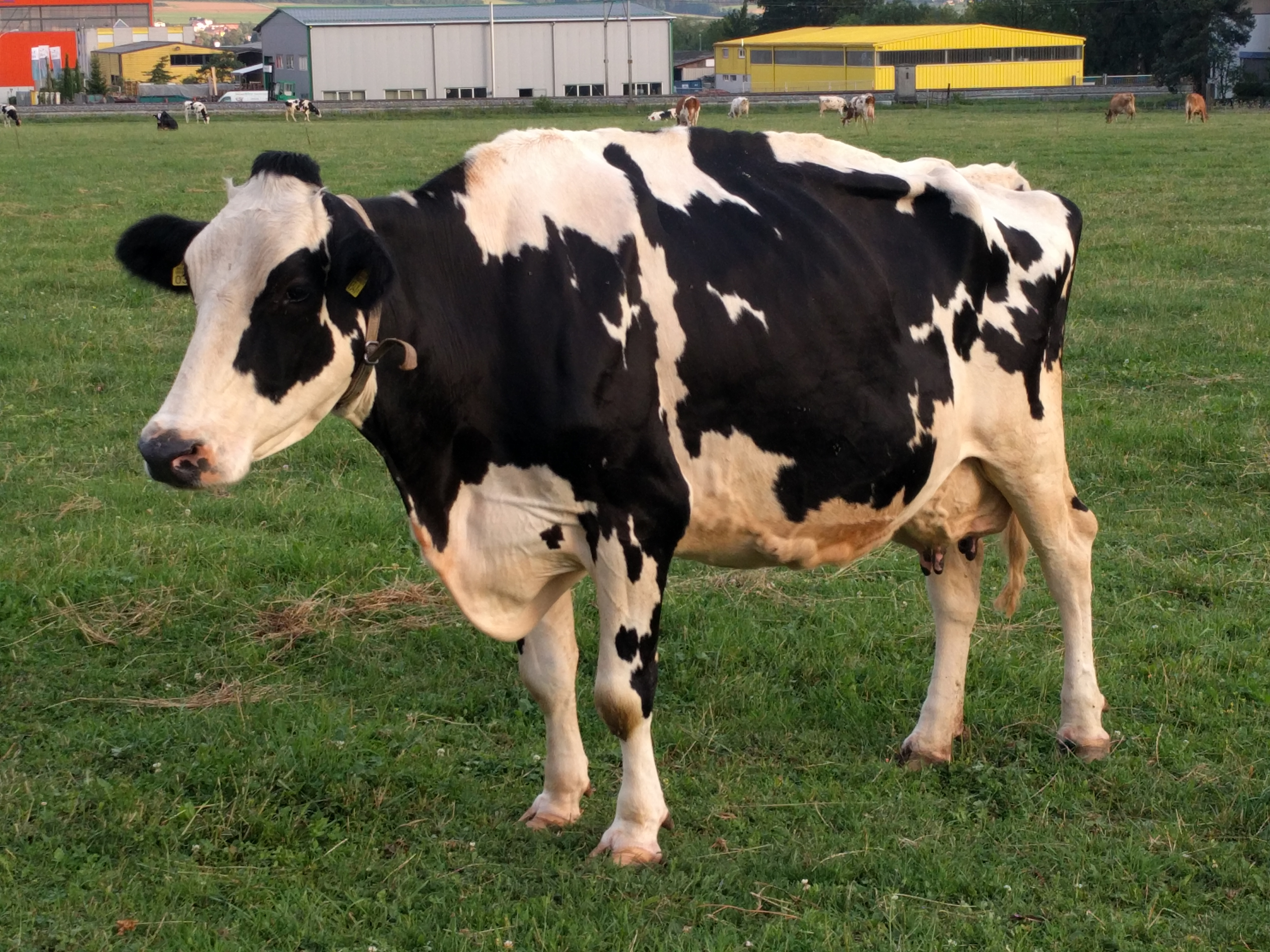
Por analogia com a vaca leiteira, as receitas “ordenhadas” das vacas leiteiras são regularmente usadas para subsidiar partes menos lucrativas de uma empresa

Uma cash cow, ou "vaca leiteira", é um produto ou serviço que se destaca por gerar retornos financeiros consistentes e significativos enquanto requisita baixos custos de manutenção. A receita "ordenhada" pelas vacas leiteiras é frequentemente utilizada para subsidiar projetos menos lucrativos de um negócio. Proporcionam fluxos de caixa positivos e um retorno sobre ativos (ROA) que excede a taxa de crescimento do mercado. O conceito é que esses produtos produzem lucros muito depois do investimento inicial ter sido recuperado. ao gerarem fluxos de rendimento constantes, as “vacas leiteiras” ajudam a financiar o crescimento global de uma empresa, sendo que os seus efeitos positivos se repercutem em outras unidades de negócio. Além disso, as empresas podem utilizá-las como alavanca para futuras expansões, uma vez que os credores estão mais dispostos a emprestar dinheiro sabendo que a dívida será paga.
As “vacas leiteiras” também podem ser usadas para recomprar ações que já estão no mercado ou aumentar os dividendos pagos aos acionistas. Elas geralmente geram dinheiro durante anos, até que novas tecnologias ou mudanças nas preferências do mercado as tornem obsoletas.

## Significado
O termo “vaca leiteira” é uma metáfora para uma vaca usada em fazendas para produzir leite, oferecendo um fluxo constante de renda com baixo custo de manutenção. A expressão é equivalente ao ditado popular "galinha dos ovos de ouro", ou seja, um empreendimento tão bem administrado que essencialmente se autogere.

## Desvantagens

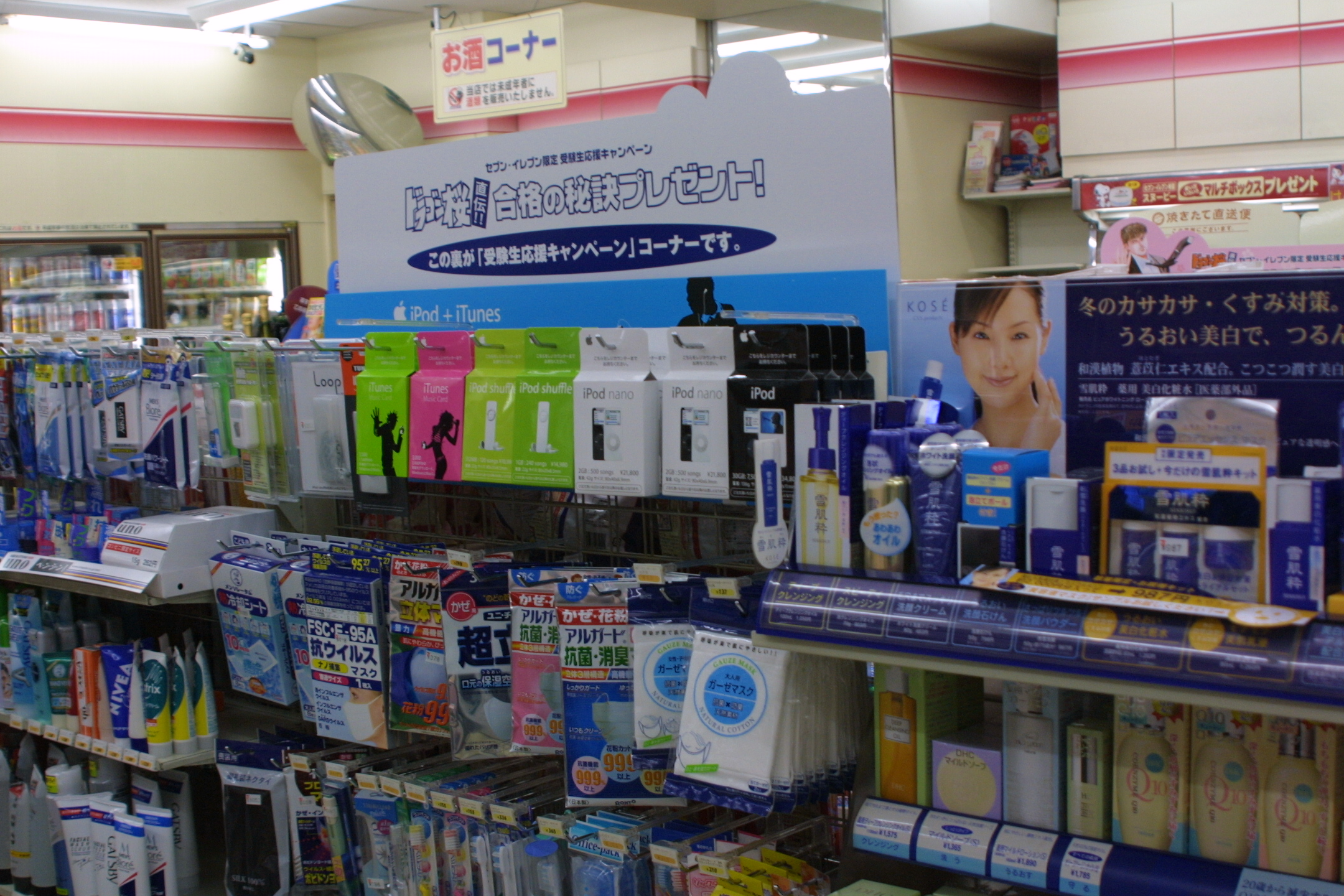
iPods à venda em uma 7-Eleven japonesa. 48% da receita da Apple no primeiro trimestre de 2007 foi proveniente das vendas de iPods

As vacas leiteiras podem atuar como barreiras à entrada de novos produtos no mercado, pois os novos participantes precisam investir muito para obter a consciência de marca necessária para capturar uma fatia significativa do mercado, afastando-se dos participantes dominantes. Uma taxa mais alta de pagamento de lucros na forma de recompra de ações ou dividendos em dinheiro/ações também pode aumentar o risco de futuros cortes nos dividendos e é uma indicação de falta de oportunidade de crescimento.
Como a unidade de negócios pode manter os lucros com pouca manutenção ou investimento, uma vaca leiteira também pode ser usada para descrever uma empresa ou unidade de negócios lucrativa, mas complacente.
Em seu livro The Innovator's Dilemma (O dilema da inovação), Clayton M. Christensen argumenta que ouvir as preocupações dos clientes existentes pode impedir que uma empresa altamente bem-sucedida inove, fazendo com que concorrentes menores acabem produzindo tecnologias disruptivas. Esse sentimento é expresso no aforismo comercial “Se eu tivesse perguntado às pessoas o que elas queriam, elas teriam dito cavalos mais rápidos”, que é erroneamente atribuído a Henry Ford, um fabricante pioneiro de automóveis.

## Exemplos de vacas leiteiras
Os produtos bem-sucedidos que se enquadram nos critérios de “vacas leiteiras” incluem:

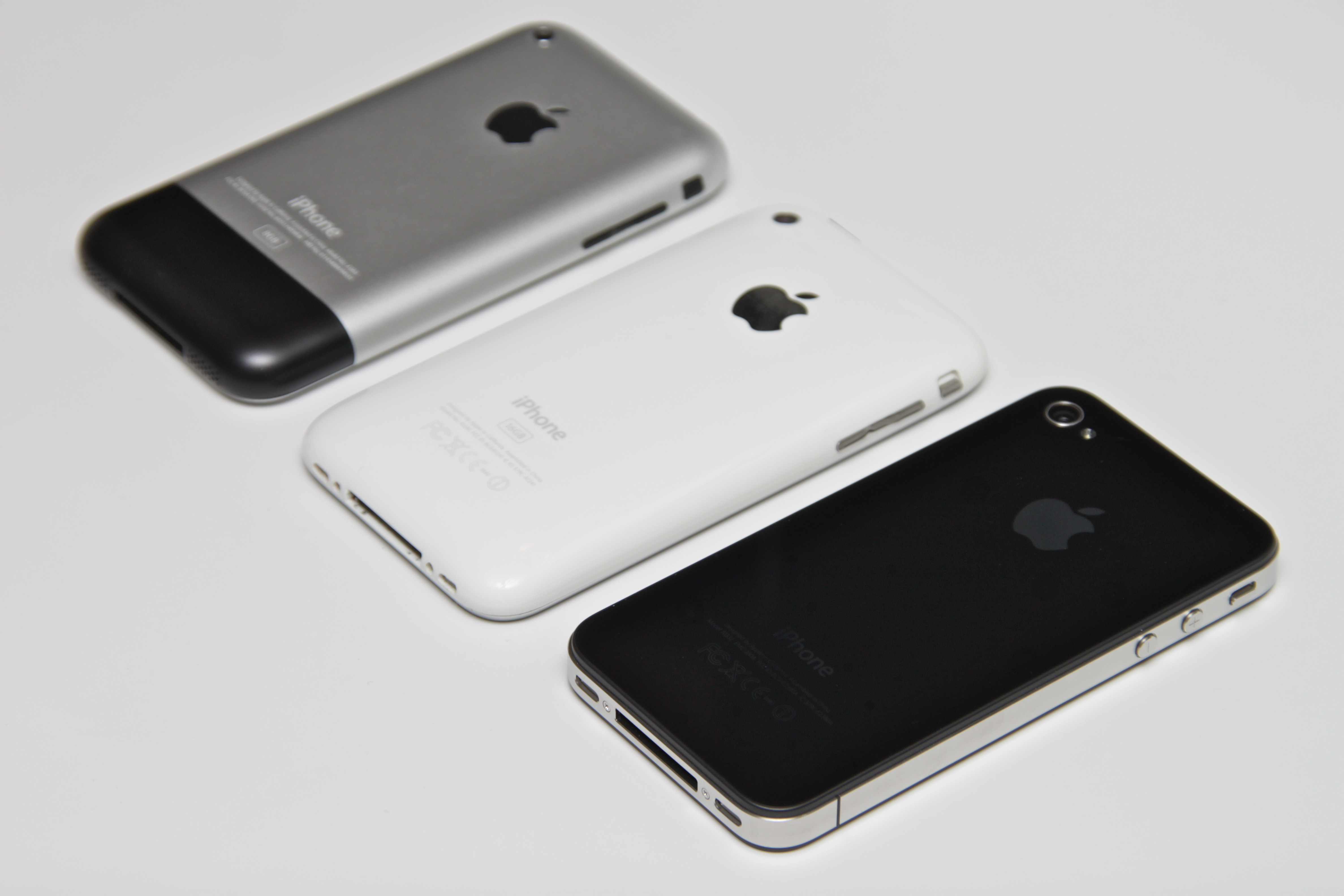
iPhones da 1.ª geração em 2010

- iPhones da 1.ª geração em 2010As linhas iPhone da Apple Inc, que atingiu uma receita de 7 bilhões de dólares em 17 de janeiro de 2007[4]
- A Amazon Web Services gera receita que é usada para subsidiar o negócio menos lucrativo de compras on-line na Amazon[7][8]
- O setor de ensino superior muitas vezes depende dos estudantes internacionais como uma fonte de renda para subsidiar a pesquisa, a gestão, a administração e o ensino dos estudantes locais.[9]